# Ван Леувен, Робби
Робби ван Леувен (нидерл. Robbie van Leeuwen; 29 октября 1944, Гаага) — нидерландский гитарист, ситарист и автор песен. Наиболее известен как основатель, лидер и автор большинства песен группы Shocking Blue.

### Биография
В 1960-х годах Робби ван Леувен играл в группах The Atmospheres, Motions, The Ricochets. Стиль Леувена формировался под влиянием британского рока и американского ритм-энд-блюза. Из-за конфликта с вокалистом Motions Руди Беннетом в 1967 году Робби уходит и начинает поиск музыкантов для своего нового коллектива. Так появилась группа Six Young Riders, где помимо Леувена играли Хенк Смитскамг и Рене Ноделейк. Группа выпустила сингл «Let the circle be unbroken» и распалась в том же 1967 году.
Робби ван Леувен собирает новых музыкантов: вокалиста Фреда де Вилда, басиста Клаше ван дер Вала и ударника Корнелиуса ван дер Бека. Группа получила название «Shocking Blue». В 1968 году на место вокалиста приходит Маришка Вереш.
О музыке группы, своём стиле написания и исполнения песен он отзывался в то время так:

Иногда говорят, что я работаю исключительно на зарубежный рынок — это не так. Нидерланды — это весьма точный барометр. Если не сработает в Нидерландах, за границей можно даже не пытаться. Прошло время, когда мы были позади, теперь наоборот — мы явно идём первыми. Меня так раздражает вся эта язвительная чушь в наш адрес.

Признаюсь, я не сложный. Люблю природу, кантри и вестерн, люблю выпить и рок-н-ролл — приятный и незатейливый. Что в этом такого? Потому у меня и тексты простые. На концертах мы в основном исполняем собственные знакомые всем композиции. Время от времени добавляем в репертуар кое-что из старых малоизвестных рок-песен. Нет, я буду писать один. Не думаю, что смогу делать это вместе с кем-то — я слишком долго занимался этим один.
В 1973 году Леувен на время покидал группу, а его место занимал Мартин ван Вейк. В 1974 году из группы ушла и Маришка, решившая начать сольную карьеру, после чего группа распалась.
В середине 1970-х Робби собрал экспериментальную группу «Galaxy Lin», в звучании которой были заметны элементы фолка и джаза. В конце 1970-х он запустил проект «Mistral». Результат его — три сингла, и на всех трёх пели разные вокалистки — Сильвия Ван Астен, Маришка Вереш и на самом знаменитом — «Starship 109» — Мариан Шаттеляйн.
В 1979 году Робби хотел возродить Shocking Blue, была даже записана песня «Louise». Тем не менее, песня не была выпущена, а воссоединение не состоялось. Он говорил, что единственной причиной, почему воссоединение не состоялось, была Маришка, но не объяснил, почему.
После распада Мистраля в начале 80-х, Леувен переехал из Гааги в Люксембург, где спокойно жил вдали от шоу-бизнеса до возвращения в Нидерланды в 1996 году.